# Matt Gunther
Matt Gunther, né le 28 mai 1963 à Garden Grove (Californie) et mort le 27 mai 1997 à Huntington Beach (Californie), est un acteur de films pornographiques gays.
Il fut connu pour son sexe de grande taille et sa musculature impressionnante. Sa carrière fut prolifique. Il a reçu en 1992 le « Biggest Bitch on the Set award » des Gay Erotic Video Awards. Il est mort des suites du sida en 1997.

## Vidéographie sélective
- Best of Joey Stefano, The (Metro/Rage) avec Joey Stefano, Tony Davis, Andrew Michaels, Roberto Arias, Michael Ashley, Gino Colbert, Damien, Shawn Justin, Steve Kennedy, Chris McKenzie, Sparky O'Toole, Nick Romano, Steve Ryder et Ryan Yeager.
- Boot Black (HIS Video) avec Jake Andrews, Alex Wilde, Zak Spears, Greg Erickson, Rob Costa, Dallas Taylor, Brett Ford, Tanner Reeves, Daryl Brock, Patrick Ryan, David Logan, Dirk Fletcher et Steven Turro. Réalisé par Chi Chi LaRue.
- Buttbusters (Falcon Video Pac 73) avec Steve Fox, Trevor Hansen, Damien, Chad Knight, Dcota, Jack Dillon.
- Cruisin' 2: More Men on the Make (Falcon Video Pac 74) avec Brad Mitchell, Dcota, « Big » Jack Dillon, Mark Andrews, Brad Petersen, Jamie Hendrix et Steve Davenport. Réalisé par Steven Scarborough.
- Director's Best: Chi Chi LaRue 2 (Catalina Video) avec Alex Thomas, Michael Chads, Donnie Russo, Chase Hunter, Frank Parker, Chris Michael, Jared Wright, Michael Vista, Joey James, K.C. Hart et Steve Rambo.
- Dreaming in Blue avec Hunter Scott, Derick Baldwin, Matt Holder, Randy White, Dirk Angeles.
- Grand Prize (Falcon Video Pac 82) avec Alec Campbell, Aiden Shaw, Chuck Hunter, Ray Butler, Alan Lambert, Cliff Parker, Grant King.
- Idol Eyes avec Ryan Idol, Joey Stefano, Michael White, Chris Stone, Rick Racer, Steve Gibson, Buck Tanner.
- Into the Night avec Chip Daniels, Mitch Taylor, Aaron Austin, Tad Bronson, Wes Daniels et Steve Regis.
- Just Turned Legal avec Brett Winters, Rob Cryston, Damian, Chad Knight.
- Long Play (1995)
- Matt Gunther & Friends (Rage compilation) avec Nick Leonetti, Brock Logan, Lyle Parker, Hunter Scott, Joey Stefano, Randy White.
- Mulehung (Vivid Man compilation) avec Jason Andrews, Tex Anthony, Sean Cannon, Dane Ford, David Dean, Chris Stone, Troy Nielson, Lee Jennings, BJ Slater et Tyler Scott.
- On the Rocks avec Jeff Stryker, Joey Stefano, Rick Stryker, Mickey Jams et Dick Ramono.